# Brus, Srbija
Brus (izvirno srbsko Брус) je naselje v Srbiji, ki je središče istoimenske občine; slednja pa je del Rasinskega upravnega okraja.

## Demografija
V naselju živi 3569 polnoletnih prebivalcev, pri čemer je njihova povprečna starost 36,5 let (35,6 pri moških in 37,4 pri ženskah). Naselje ima 1476 gospodinjstev, pri čemer je povprečno število članov na gospodinjstvo 3,15.
To naselje je, glede na rezultate popisa iz leta 2002, skoraj popolnoma srbsko, a v času zadnjih 3 popisov je opazen porast števila prebivalcev.
|  |

| Demografija | Demografija     | Demografija     |
| Leto        | Št. prebivalcev | Št. prebivalcev |
| ----------- | --------------- | --------------- |
|             |                 |                 |
|             |                 |                 |
|             |                 |                 |
|             |                 |                 |
| 1948        | 769             |                 |
| 1953        | 1223            |                 |
| 1961        | 940             |                 |
| 1971        | 2434            |                 |
| 1981        | 3406            |                 |
| 1991        | 4558            | 4521            |
| 2002        | 4755            | 4653            |
|             |                 |                 |

| Etnična sestava po popisu iz leta 2002 | Etnična sestava po popisu iz leta 2002 | Etnična sestava po popisu iz leta 2002 | Etnična sestava po popisu iz leta 2002 | Etnična sestava po popisu iz leta 2002 |
| -------------------------------------- | -------------------------------------- | -------------------------------------- | -------------------------------------- | -------------------------------------- |
| Srbi                                   | Srbi                                   |                                        | 4.479                                  | 96,26%                                 |
| Romi                                   | Romi                                   |                                        | 60                                     | 1,28%                                  |
| Črnogorci                              | Črnogorci                              |                                        | 6                                      | 0,12%                                  |
| Hrvati                                 | Hrvati                                 |                                        | 5                                      | 0,10%                                  |
| Bolgari                                | Bolgari                                |                                        | 5                                      | 0,10%                                  |
| Jugoslovani                            | Jugoslovani                            |                                        | 5                                      | 0,10%                                  |
| Slovenci                               | Slovenci                               |                                        | 3                                      | 0,06%                                  |
| Muslimani                              | Muslimani                              |                                        | 2                                      | 0,04%                                  |
| Madžari                                | Madžari                                |                                        | 1                                      | 0,02%                                  |
| Makedonci                              | Makedonci                              |                                        | 1                                      | 0,02%                                  |
| Neznano                                | Neznano                                |                                        | 65                                     | 1,39%                                  |